# Odontomachus aciculatus
Odontomachus aciculatus är en myrart som beskrevs av Smith 1863. Odontomachus aciculatus ingår i släktet Odontomachus och familjen myror. Inga underarter finns listade i Catalogue of Life.